# 皮夫尼奇大橋
皮夫尼奇大橋（烏克蘭語：Північний міст），或譯北方大橋，是位于乌克兰基辅的一座公路桥，建成于1976年。这座斜拉桥由建筑师安纳托里·多布罗沃夫斯基和工程师福克斯（G. B. Fux）设计，119米（390英尺）高的桥塔上固定着一组钢索悬吊起主梁。
該橋原稱莫斯科夫斯基大橋（烏克蘭語：Московський міст），但由於受到烏克蘭去共產主義化影響，於2018年2月改為現名。

## 概况
整座大桥由三部分组成：东段主桥，跨第聂伯河，长816米（2,677英尺）、宽31.4米（103英尺）；西段辅桥，跨第聂伯河支流德森卡河（Desenka River），长732米（2,402英尺）、宽29.1米（95英尺）；中段为跨线桥，长55（180英尺）。
大桥是基辅小环线（Kiev Smaller Beltway）北端的一个关键性工程，连接彼得罗夫卡与东北部人口稠密的住宅区，按六车道快速公路标准建设，并沿用至今。

## 图集

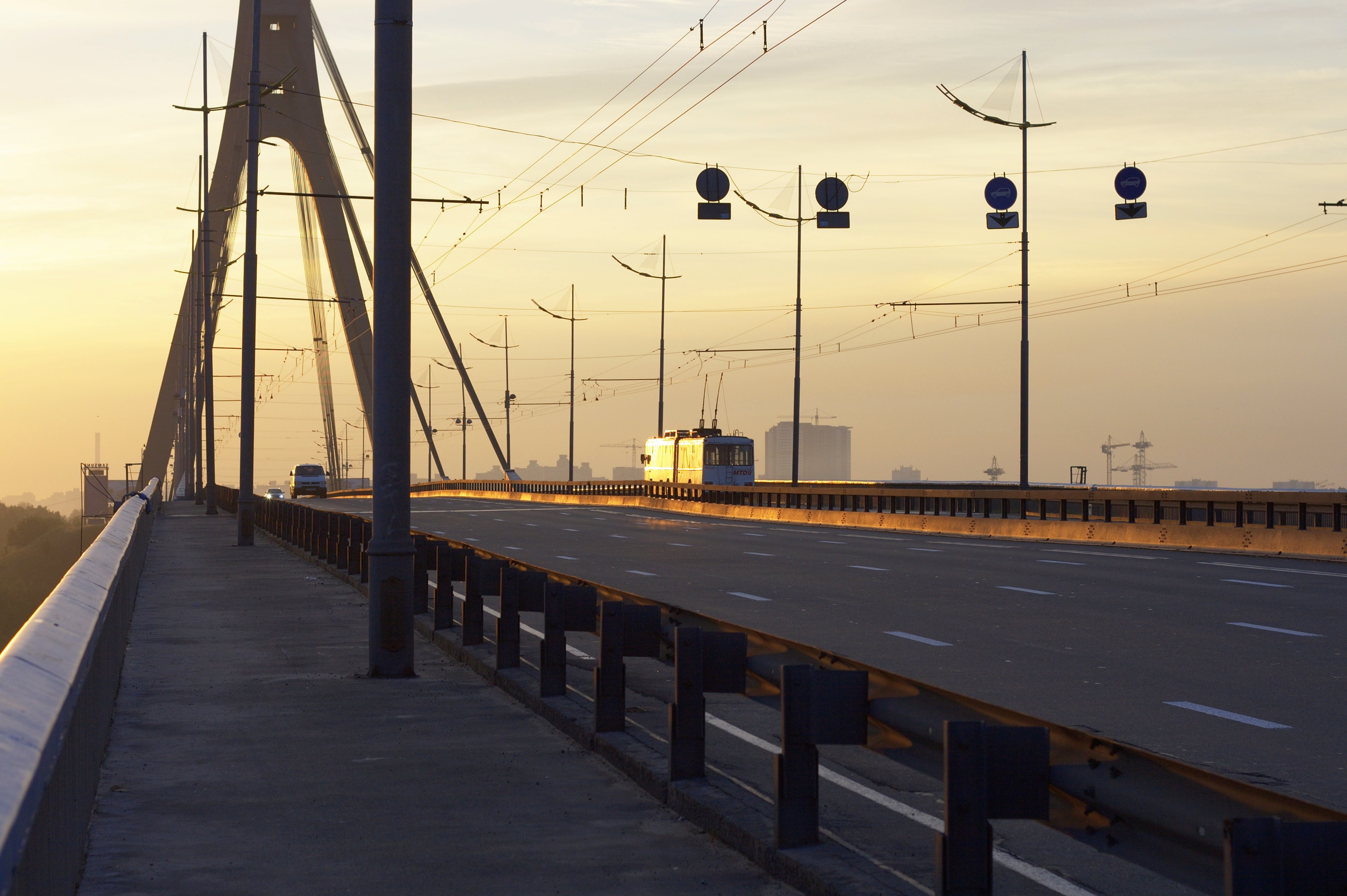
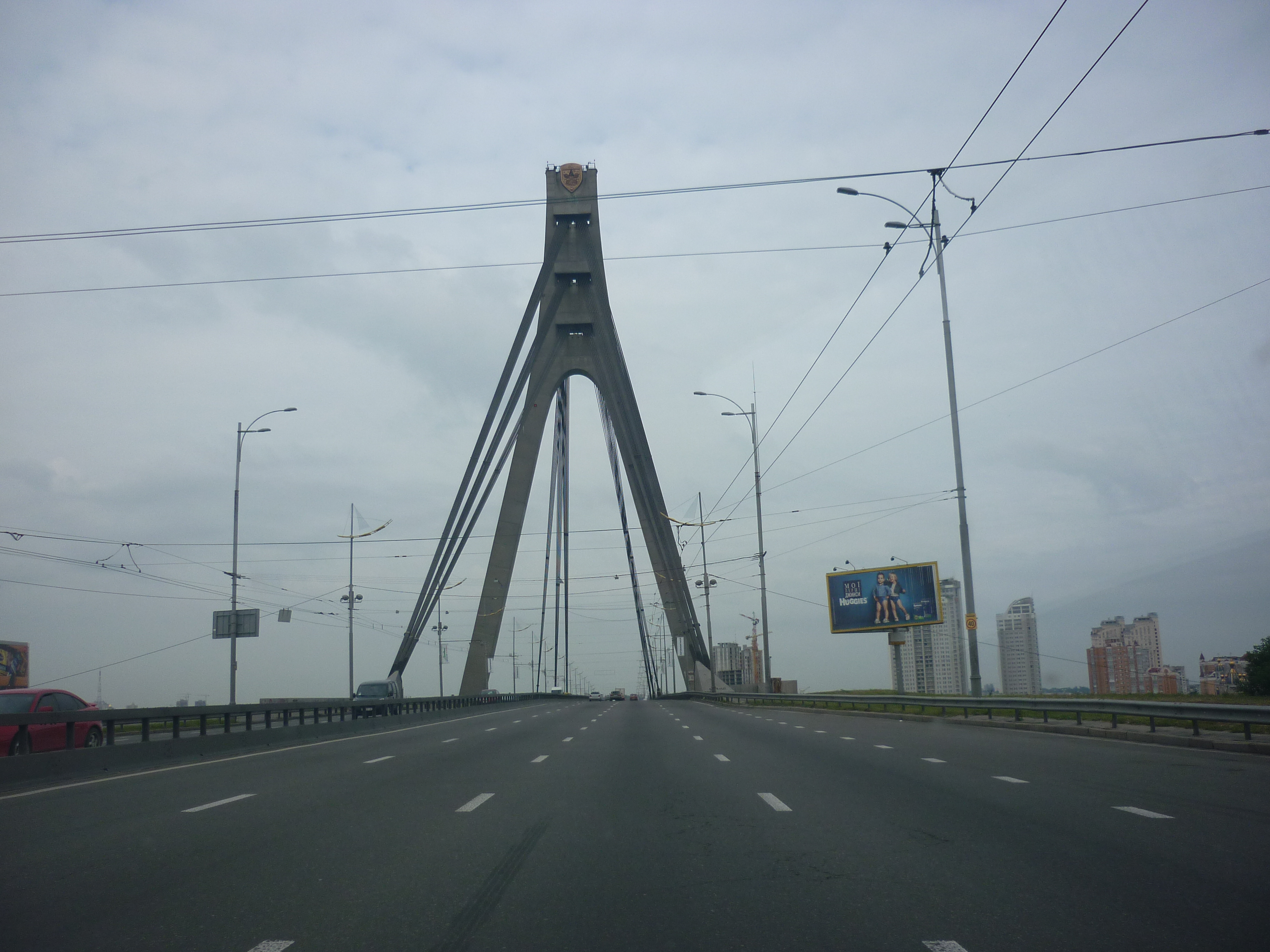
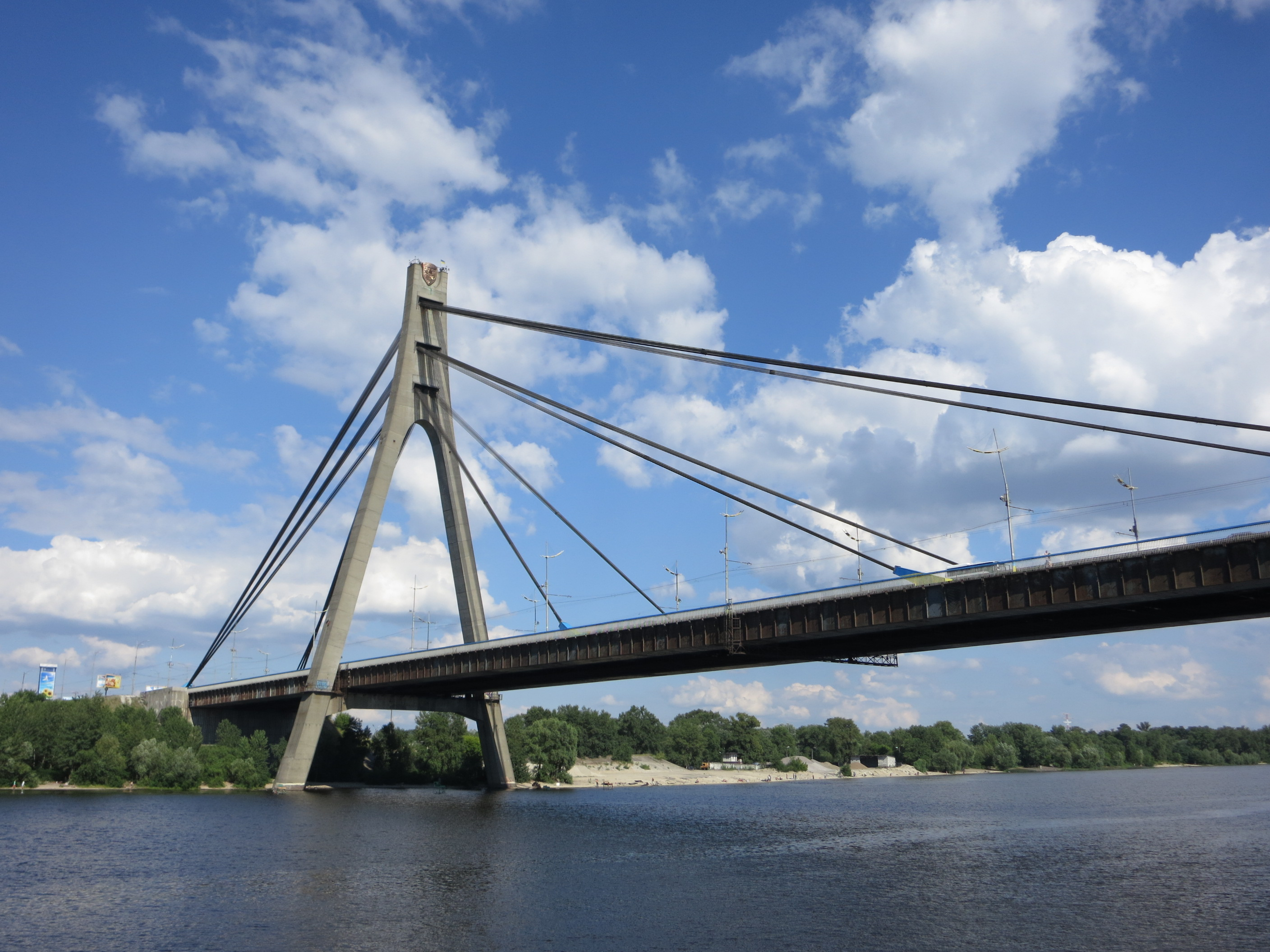
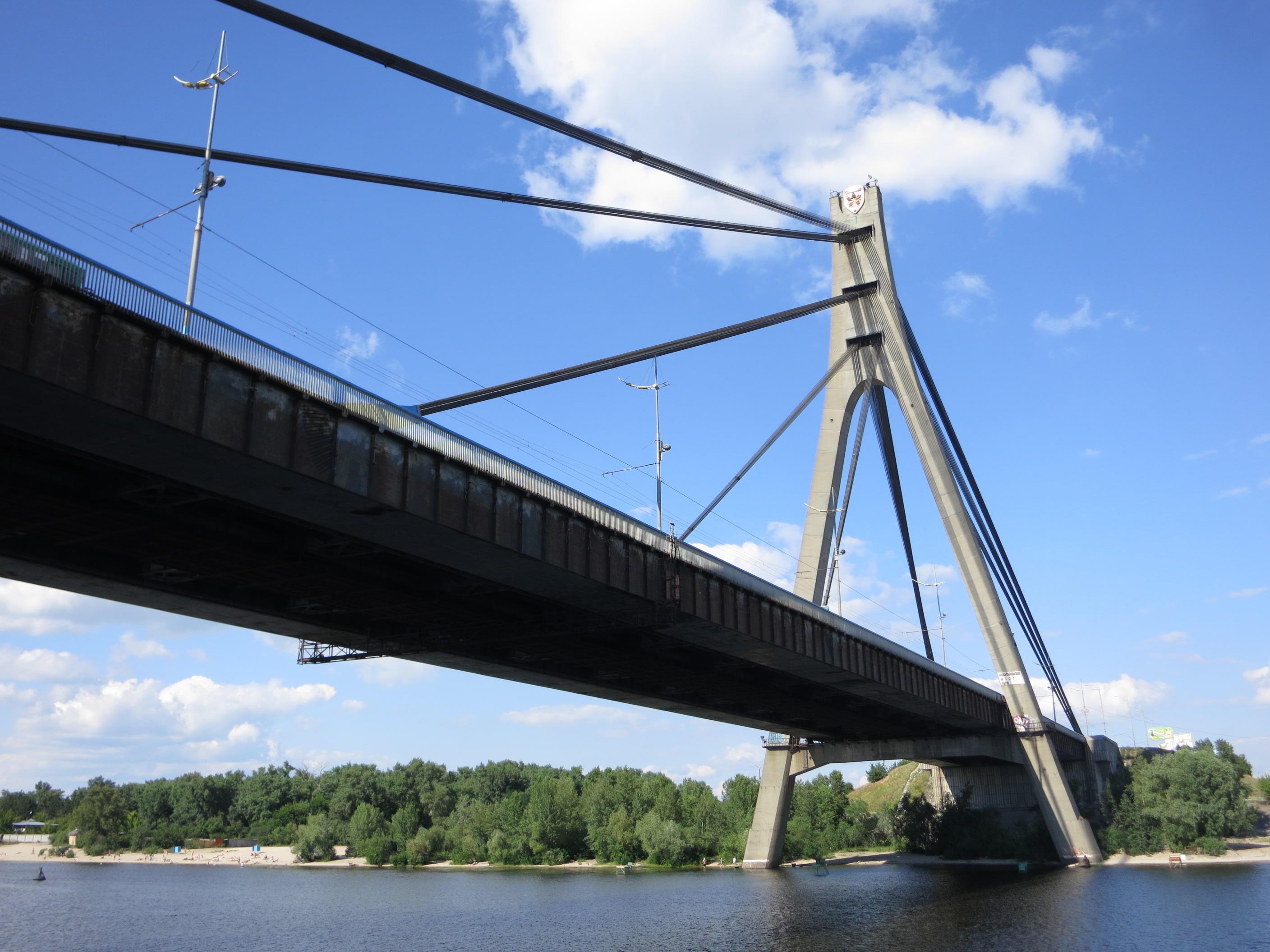
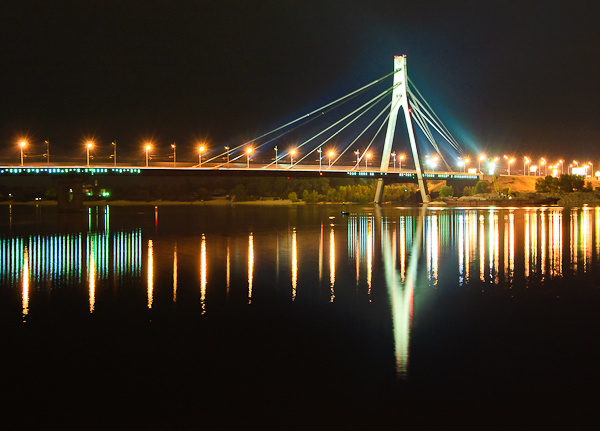
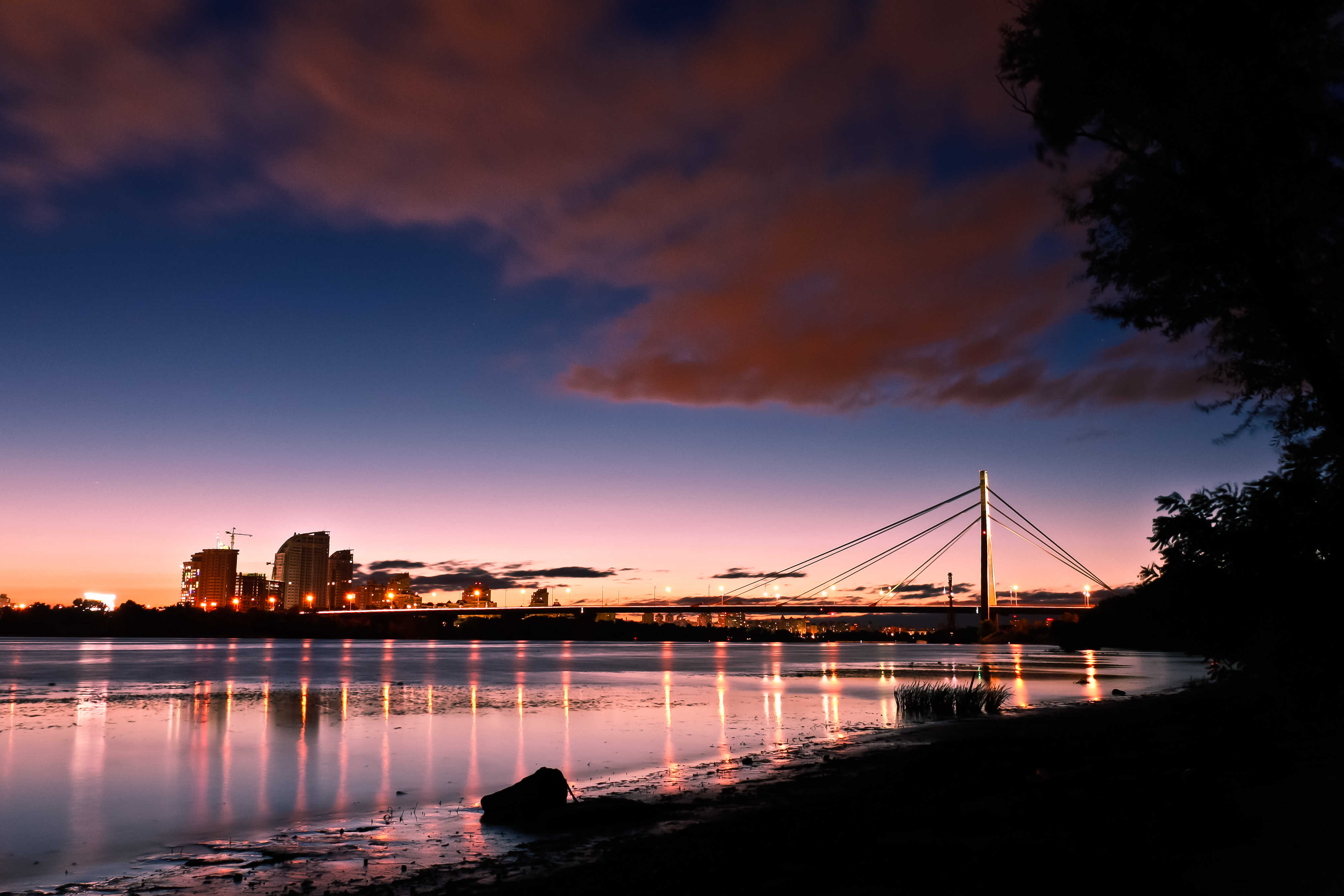